# Southern Associated Press
La Southern Associated Press était une agence de presse américaine créée peu avant la Guerre de Sécession par William Pritchard, éditeur de l'Augusta Constitutionalist, basé à Montgomery, le siège de la confédération sudiste.
Peu de temps sa création, les journaux sudistes qui la composaient se sont tournés vers la Richmond Associated Press, regroupant 44 journaux du sud, fondée par John S. Trasher, fervent partisan de l'esclavage qui dirige l'association de la presse confédérée et critique William Pritchard. Les journaux clients étaient obligés de publier des nouvelles de la Guerre de Sécession avec plusieurs jours de retard car la Southern Associated Press manquait de correspondants de guerre. Après  la Guerre de Sécession, elle est fondue dans la Western Associated Press.